# Атлантска Лоара
Атлантска Лоара (фр. Loire-Atlantique) департман је у северозападној Француској. Припада региону Регион Лоара, а главни град департмана (префектура) је Нант. Департман Атлантска Лоара је означен редним бројем 44. Његова површина износи 6.815 km². По подацима из 2004. године у департману Атлантска Лоара је живело 1.187.276 становника, а густина насељености је износила 174 становника по km².
Овај департман је административно подељен на:
- 3 округа
- 31 кантон и
- 207 општина.[2]

## Географија

### Клима
| Клима (Атлантска Лоара)    | Клима (Атлантска Лоара) | Клима (Атлантска Лоара) | Клима (Атлантска Лоара) | Клима (Атлантска Лоара) | Клима (Атлантска Лоара) | Клима (Атлантска Лоара) | Клима (Атлантска Лоара) | Клима (Атлантска Лоара) | Клима (Атлантска Лоара) | Клима (Атлантска Лоара) | Клима (Атлантска Лоара) | Клима (Атлантска Лоара) | Клима (Атлантска Лоара) |
| Показатељ \ Месец          | .Јан.                   | .Феб.                   | .Мар.                   | .Апр.                   | .Мај.                   | .Јун.                   | .Јул.                   | .Авг.                   | .Сеп.                   | .Окт.                   | .Нов.                   | .Дец.                   | .Год.                   |
| -------------------------- | ----------------------- | ----------------------- | ----------------------- | ----------------------- | ----------------------- | ----------------------- | ----------------------- | ----------------------- | ----------------------- | ----------------------- | ----------------------- | ----------------------- | ----------------------- |
| Просек, °C (°F)            | 5,79 (42,42)            | 6,48 (43,66)            | 8,55 (47,39)            | 10,66 (51,19)           | 14,12 (57,42)           | 17,24 (63,03)           | 19,24 (66,63)           | 19,16 (66,49)           | 16,88 (62,38)           | 13,19 (55,74)           | 8,76 (47,77)            | 6,18 (43,12)            | 12,19 (53,94)           |
| Количина падавина, mm (in) | 87,24 (34,346)          | 68,22 (26,858)          | 64,21 (25,28)           | 53,53 (21,075)          | 62,97 (24,791)          | 42,69 (16,807)          | 46,14 (18,165)          | 47,87 (18,846)          | 64,03 (25,209)          | 85,51 (33,665)          | 59,45 (23,406)          | 174,02 (68,512)         | 801,85 (315,689)        |
| [ тражи се извор ]         |                         |                         |                         |                         |                         |                         |                         |                         |                         |                         |                         |                         |                         |

## Демографија
| 2011.     |
| --------- |
| 1.296.364 |